# Joseph-Auguste Frigon
Pour les articles homonymes, voir Frigon.
Joseph-Auguste Frigon (né le 7 février 1870 à Saint-Prosper, mort le 14 février 1944 à Shawinigan Falls à l'âge de 74 ans) est un homme d'affaires et homme politique québécois. Il est maire de Saint-Narcisse et maire de Shawinigan Falls. Il est le député de la circonscription de Saint-Maurice à l'Assemblée législative du Québec de 1927 à 1935.

## Biographie
Joseph-Auguste Frigon est le fils de Joseph-Alphée Frigon, négociant, et d'Eugénie Girard. Il fait des études au collège d'Arthabaska. En 1885-1886, il effectue des études aux États-Unis. Il est propriétaire du magasin général de Saint-Narcisse, ouvert en 1890. Il épouse Marie-Annette Massicotte, le 28 septembre 1891 à Saint-Prosper. Il est maire de la municipalité de Saint-Narcisse de 1896 à 1899.  En 1899, il vend son magasin général de Saint-Narcisse à Joseph Elzéar Jacob.
Il s'installe dans la nouvelle municipalité de Shawinigan Falls et y exploite une briqueterie pendant un an. Il est propriétaire du magasin général de la ville de 1901 à 1907. À l'élection municipale du 9 juin 1902, il est candidat à la mairie de Shawinigan Falls mais perd derrière Beaudry Leman, par une différence d'un seul vote,. Il œuvre dans le domaine des transactions immobilières à partir de 1907 et est directeur de la compagnie de terrains et construction de Shawinigan Falls.
En 1908, il participe activement à la campagne électorale pour l'élection d'Henri Bourassa à l'Assemblée législative du Québec et prononce plusieurs discours en sa faveur lors d'assemblées, notamment à Saint-Lin et à Montréal. Il se déclare à la fois bon libéral et partisan de Bourassa.
Il est président de la Commission scolaire de Shawinigan Falls de 1911 à 1915.
Le 1er février 1913, il est élu maire de la ville de Shawinigan Falls pour un premier mandat, de 1913 à 1915. À l'élection de 1915, il est défait par Joseph-Edmond Thibodeau. À l'élection du 1er février 1917, J.A. Frigon est élu à la mairie pour un second mandat, jusqu'au 1er juillet 1918,,,.
À l'élection générale québécoise de 1927, il est candidat libéral indépendant dans la circonscription électorale de Saint-Maurice. Le candidat officiel du Parti libéral est le député sortant Alphonse-Edgar Guillemette. Ainsi, les deux candidats à cette élection dans cette circonscription sont des libéraux. Frigon est élu député, avec 499 voix de majorité. Il est réélu lors de l'élection générale de 1931, comme libéral indépendant. Il est défait lors de l'élection générale de 1935.  Il se présente à l'élection fédérale de 1940 à titre de libéral-indépendant dans la circonscription de Saint-Maurice-Laflèche et est défait.
Il est inhumé dans le cimetière Saint-Joseph, à Shawinigan, le 17 février 1944. La rue Frigon à Shawinigan est nommée en son honneur.